# چاک مک‌گیل
چاک مک‌گیل (به انگلیسی: Chuck McGill) یک شخصیت خیالی در مجموعه تلویزیونی بهتره با سال تماس بگیری می‌باشد، نقش او توسط مایکل مک‌کین به تصویر کشیده شده‌است و وینس گیلیگان و پیتر گولد خالق این شخصیت هستند.
چاک در سیسیرو، ایلینوی ایالات متحده، به دنیا آمد و پسر بزرگ روت و چارلز مک‌گیل و برادر بزرگتر جیمی مک‌گیل/ سال گودمن است. چاک یک وکیل موفق است که شرکت حقوقی خود به نام هملین، هملین و مک‌گیل (اچ‌، اچ‌، ام)، را با شریک تجاری و دوست خود هوارد هملین 
تأسیس کرد. چاک نیمه منزوی است و معتقد است که از حساسیت فوق‌العاده الکترومغناطیسی رنج می‌برد. اون چند سال قبل از وقایع سریال از همسر خود ربکا بویس طلاق می‌گیرد.
اگرچه در فصل اول به نظر می‌رسید که او در ابتدا از جیمی حمایت می‌کرد، چاک به دلیل گذشته شیطانی و کاریزمای او، علاوه بر رویکرد جیمی به حرفه‌اش، احساسات کینه توزانه‌ای نسبت به او داشت. از فصل دوم به بعد، چاک به دشمن جیمی تبدیل می‌شود. خیانت و مخالفت او با جیمی و مرگ بعدی او به عنوان یک کاتالیزور برای تبدیل جیمی به سال گودمن عمل می‌کند. چاک بر هاوارد هملین و کیم وکسلر نیز عمیقاً تأثیر می گذارد.
رشد شخصیت چاک و بازی مک‌کین در طول سه فصل اول مورد تحسین منتقدان قرار گرفت و بسیاری از منتقدان استدلال کردند که مک‌کین بهترین عملکرد را در تلویزیون در طول سال ۲۰۱۷ ارائه کرد.